# Ялтинская европейская стратегия
Ялтинская европейская стратегия (укр. Ялтинська європейська стратегія, англ. Yalta European Strategy, сокр. YES) — международная ежегодная конференция украинских и иностранных политиков и предпринимателей в городе Ялта, в рамках организации, основанной в 2004 году украинским бизнесменом Виктором Пинчуком. Организационный комитет конференции определяет целью встречи политических лидеров и бизнесменов содействие развитию Украины и поддержку её евроинтеграционным стремлениям. Встречи на высшем уровне YES происходят ежегодно с 2004 года. В работе саммита, кроме украинских политиков, президентов и парламентариев, принимали участие такие политики, как: Билл Клинтон, Тони Блэр, Александр Квасьневский, Доминик Стросс-Кан, Герхард Шрёдер и Шимон Перес.
Ежегодные встречи YES проходили в Ливадийском дворце. Эти форумы собирают более 200 политиков, дипломатов, государственных деятелей, журналистов, аналитиков и бизнесменов с более чем 20 стран мира. Диалог по поводу глобальных вызовов обеспечивает более широкое видение внутренней ситуации на Украине, её развития и перспектив в современном мире. Он также является стимулом для поиска точек соприкосновения в отношениях между странами, общих интересов и ценностей.
Начиная с 11-й ежегодной встречи, которая состоялась 12 сентября 2014 года, в связи с аннексией Крыма РФ, YES проходит в Киеве в Национальном культурно-художественном и музейном комплексе «Мыстецький арсенал».

## История

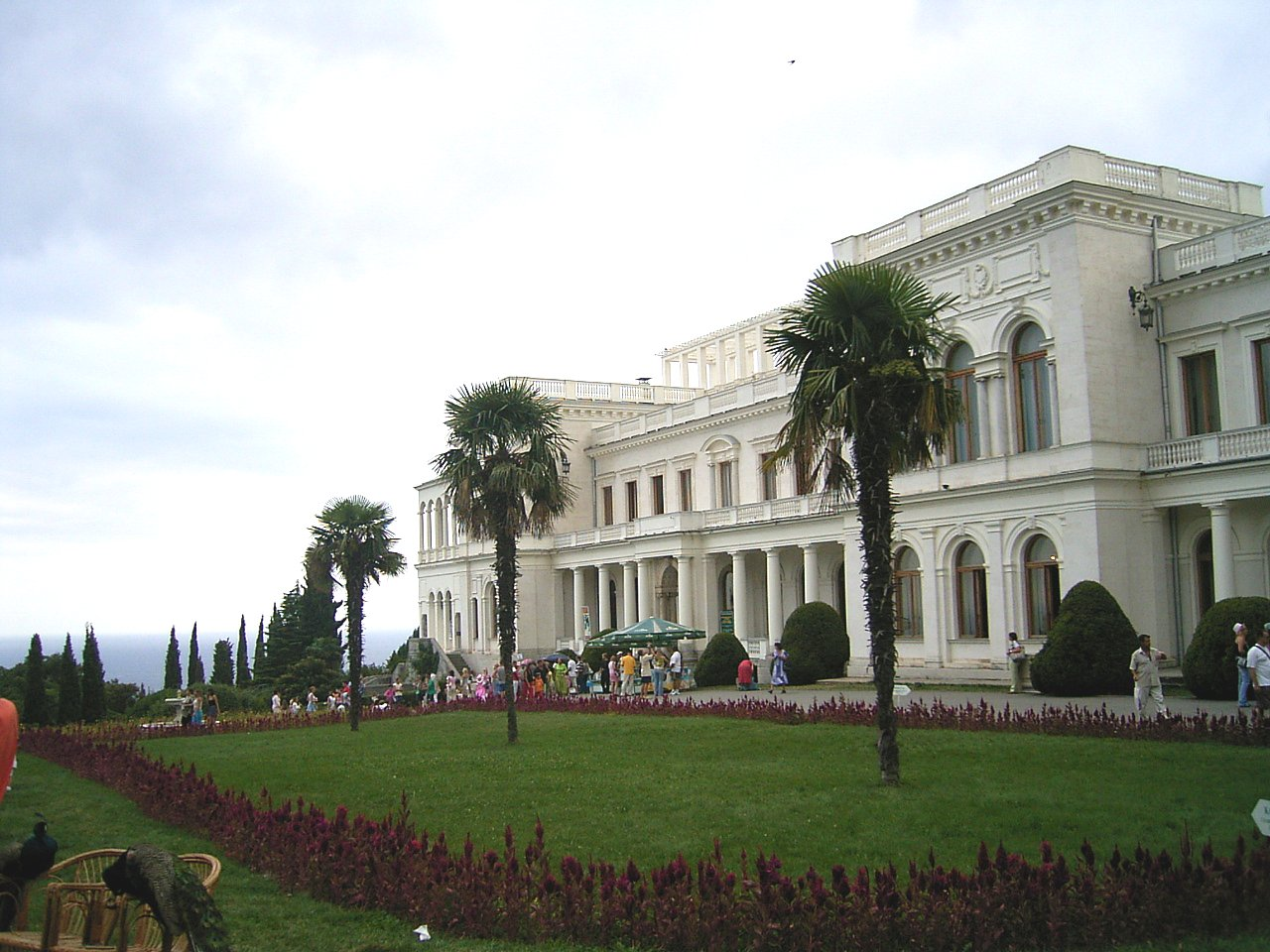
Фасад Ливадийского дворца

В июле 2004 года Виктор Пинчук собрал около 30 американских и европейских политиков на первый Ялтинский европейский семинар для обсуждения перспектив вступления Украины в ЕС. В мероприятии принимали участие Премьер-министр Канады (1993—2003) Жан Кретьен, член Парламента Франции Доминик Стросс-Кан, член Европарламента Марек Сивец. На второй день этой успешной встречи несколько участников предложили трансформировать эту частную инициативу в международную коллективную организацию с целью содействия процессу присоединения Украины к ЕС. Таким образом, Ялтинский европейский семинар превратился в Ялтинскую европейскую стратегию. На Украине создался независимый благотворительный фонд.

## Встречи в формате YES

### 2013 год
10-я Ялтинская ежегодная встреча прошла с 19 по 22 сентября 2013 года под лозунгом «Украина и мир в эпоху изменений: факторы успеха». На форуме были представлены более 250 влиятельных представителей политических, деловых и общественных кругов с более чем 20 стран мира. Они обсуждали основные глобальные вызовы и их влияние на Украину, Широкую Европу и мир. Официально 10-я Ялтинская ежегодная встреча была открыта 20 сентября президентами Украины Виктором Януковичем и Литовской Республики Далей Грибаускайте. Первые лица двух стран представили своё видение возможностей создания синергий для Широкой Европы. Христя Фриланд, научный сотрудник Martin Prosperity Institute при Университете Торонто и бывший редактор Consumer News агентства Thomson Reuters (2013), была модератором дискуссии.
Основной темой 10-го форума Ялтинской европейской стратегии стали факторы успеха, которые являются фундаментом сильных, конкурентоспособных, самодостаточных и правовых государств и обществ. Другие темы дискуссий, вошедшие в повестку дня этого форму YES, включали глобальную экономику, энергетическую безопасность, угрозы и инновации, что изменят жизнь человечества, а также тему лидерства. Особенное внимание было уделено будущему Широкой Европы и перспективам Украины относительно интеграции в европейские структуры и сотрудничества с ними.

### 2014 год
11-я ежегодная встреча YES в связи с аннексией Крыма Российской Федерацией переехала в Киев и прошла под названием «Новая Украина, новая Европа, новый мир: построение и мир». Первые десять лет форум проводился на своей традиционной площадке — в Ливадийском дворце в Ялте (Крым).

### 2022 год

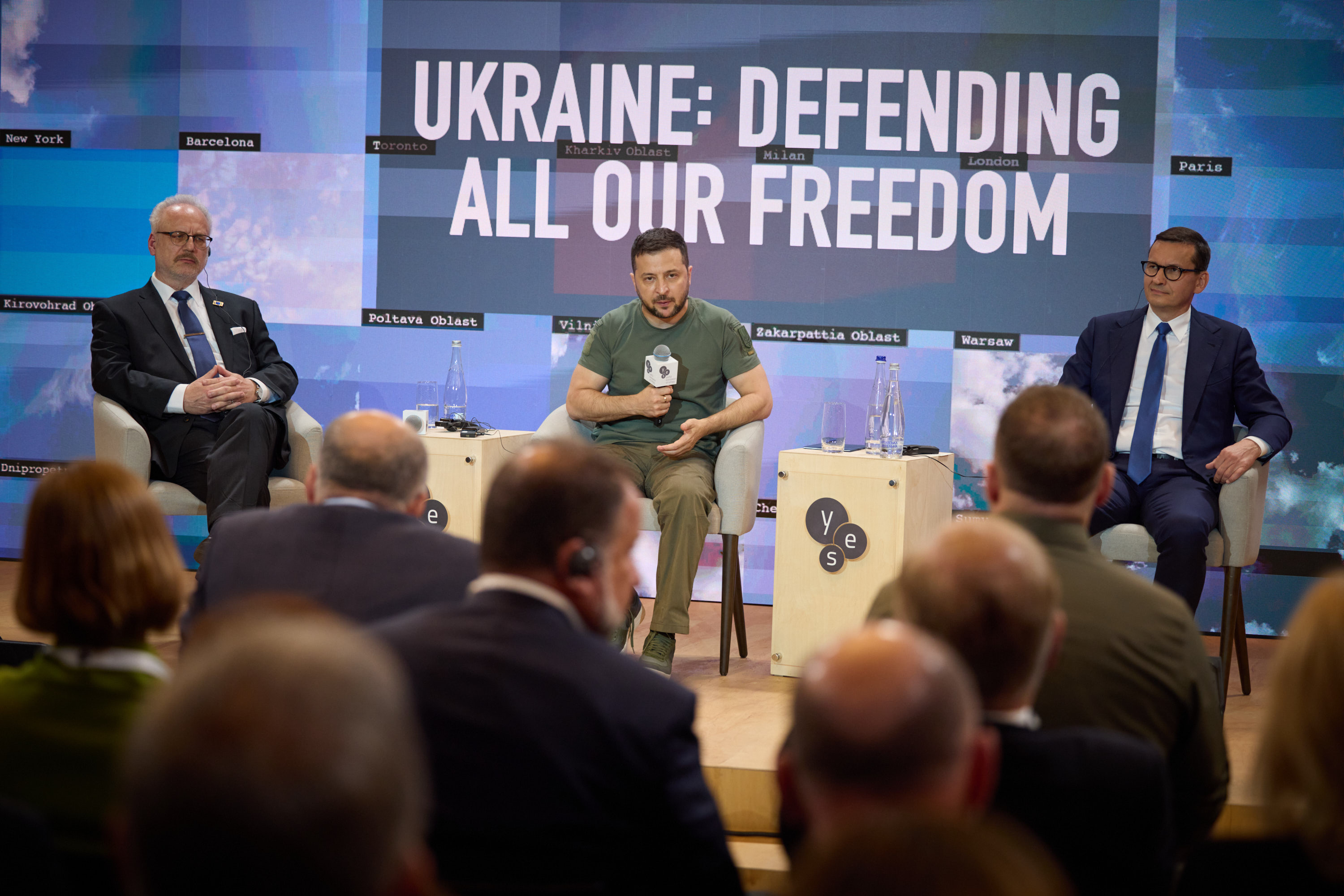
Лидеры Латвии, Украины и Польши на YES 2022: Эгилс Левитс, Владимир Зеленский и Матеуш Моравецкий

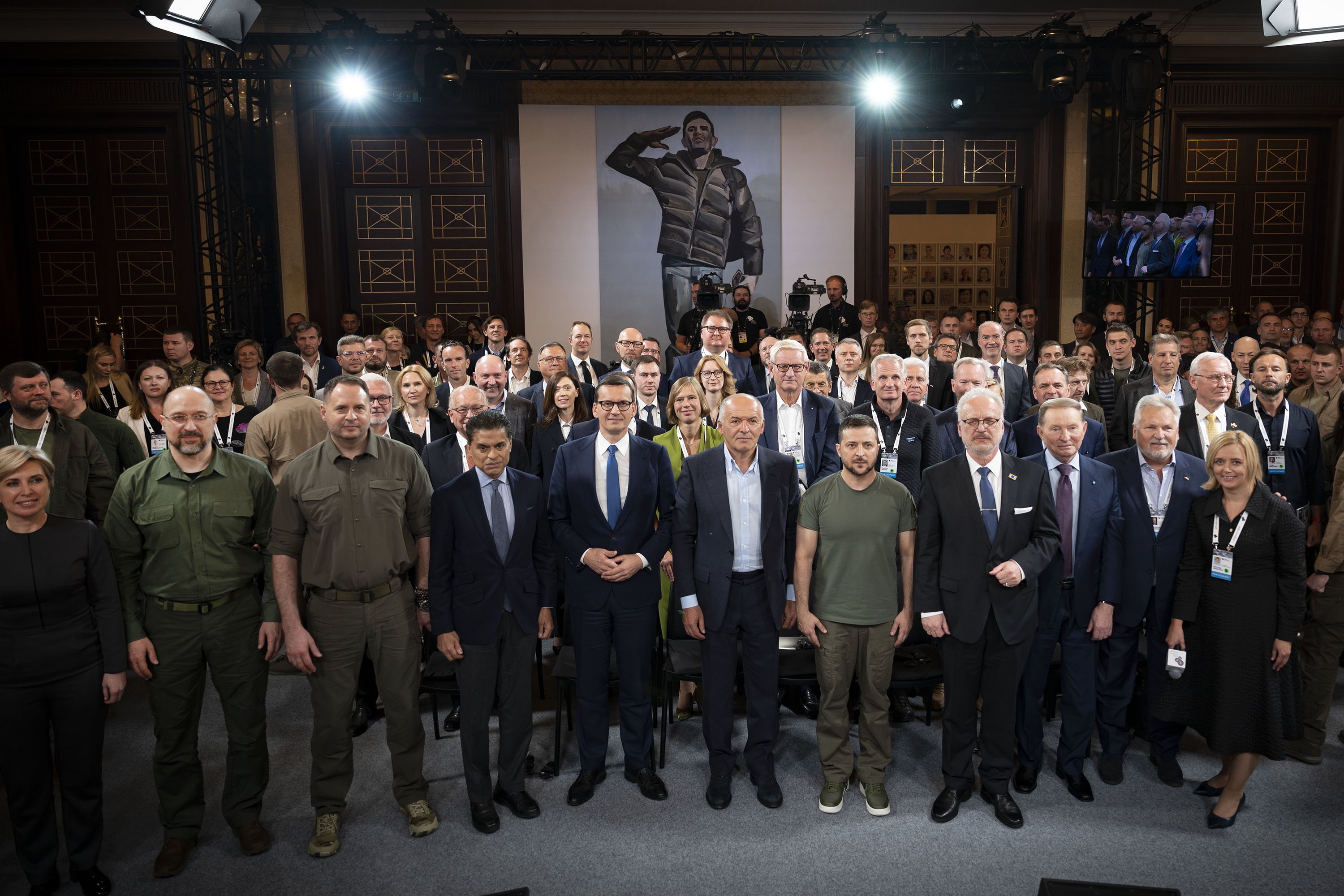
Участники YES 2022

9—10 сентября конференция прошла под лозунгом «Украина: на защите нашей общей свободы». На встрече выступили:  Владимир и Елена Зеленская, глава МИД Украины Дмитрий Кулеба, премьер-министр Польши Матеуш Моравецкий, президент Латвии Эгилс Левитс, Радослав Сикорский, Александр Квасьневский, экс-генеральный директор Google Эрик Шмидт, американский генерал и политик Уэсли Кларк.

### 2023 год
8—9 сентября конференция прошла под лозунгом «YES WAR ROOM: будущее решается в Украине». приняли участие более 500 лидеров, политиков, предпринимателей, общественных активистов и экспертов из 29 стран мира. Среди участников: Владимир и Елена Зеленская, начальник военной разведки Украины Кирилл Буданов, Борис Джонсон, Виктория Нуланд, философ и писатель Фрэнсис Фукуяма, американский историк Тимоти Снайдер.